# Anomis directilinea
Anomis directilinea là một loài bướm đêm trong họ Erebidae.